# Angelo Della Mura
Angelo Della Mura (Maiori, 16 dicembre 1867 – Maiori, 31 gennaio 1922) è stato un pittore italiano.

## Biografia
Fu nipote e allievo di Gaetano Capone. Dipinse principalmente i paesaggi marini della Costiera amalfitana, dedicandosi inoltre al ritratto e al quadro di genere. Espose il suo primo quadro di rilievo, dal titolo La mia dote, alla Promotrice napoletana del 1885. Di particolare valore un suo dipinto dal titolo Hanno appetito, presentato all'esposizione milanese del 1886.